# AFS-Übereinkommen
Das Internationale Übereinkommen von 2001 über die Beschränkung des Einsatzes schädlicher Bewuchsschutzsysteme auf Schiffen (englisch International Convention on the Control of Harmful Antifouling Systems on Ships, 2001, deutsch AFS-Übereinkommen) ist ein internationales Übereinkommen der IMO und verbietet den Einsatz von TBT-haltigen Unterwasseranstrichen. Das AFS-Übereinkommen ist seit dem 17. September 2008 in Kraft.
Alle Schiffe mit einer Bruttoraumzahl von 400 und mehr, die in internationaler Fahrt eingesetzt werden, müssen über einen TBT-freien Unterwasseranstrich verfügen.
Verstöße gegen das AFS-Übereinkommen werden in Deutschland durch die See-Umweltverhaltensverordnung als Ordnungswidrigkeiten geahndet.